# Paddy Pimblett
Paddy Pimblett (født 1. marts 1995 i Liverpool, Merseyside, England) er en engelsk MMA-udøver, der konkurrerer i letvægt-klassen i UFC. Han har tidligere kæmpet i engelske Cage Warriors, hvor han er tidligere letvægts-verdensmester fra 2016 til 2017. I september, 2018 er Pimblett rangeret som nr #1 letvægts-kæmper og #5 pound-for-pound kæmper på United Kingdom & Ireland-ranglisten på Tapology.com.

## MMA-karriere

### Amatørkarriere
Pimblett begyndte at træne MMA som 15-årig, efter at have set UFC 103, hvor Vitor Belfort knockoutbesejrede Rich Franklin. Han begyndte at træne hos Paul Rimmer’s Next Generation gym 4 gange om ugen.

### Professionel karriere
Pimblett fik sin professionelle MMA-debut som 17-årig mod engelskeske Nathan Thompson den 20. oktober 2012 på OMMAC 15 i Liverpool. Pimblett vandt kampen via TKO i 1. omgang.
Pimblett fik sin Cage Warriors debut den på Cage Warriors 75 i London den 15. april, 2016 mod engelske Ashleigh Grimshaw. Pimblett vandt kampen via enstemmig afgørelse.
Den 10. september, 2016 mødte Pimblett franske Johnny Frachey om fjervægts-titlen. Pimblett vandt via TKO (Ground and pound) i 1. omgang.
Pimblett tabte i 2017 sin Cage Warriors fjervægt-titel til Nad Narimani, der efterfølgende skrev kontrakt med UFC.
Efterfølgende gik Pimblett en vægtklasse op og gjorde debut i letvægtklassen, med en sejr over græske Alexis Savvidis ved CW 90 den 24. februar 2018.
Den 4. september 2021 fik Pimblett sin UFC-debut mod brasilianske Luigi Vendramini, hvor han vandt via KO i 1. omgang.

#### Pimblett vs. Bak
Ved Cage Warriors 96: Pimblett vs. Bak den 1. september 2018 i Liverpool mødte Pimblett danske Søren Bak i begivenhedens hovedkamp om CW-letvægts-titlen.
Pimblett dominerede første omgang og forsøgte sig med at submitte Bak med en rear-naked choke. Bak overlevede dog forsøget og klarede sig igennem omgangen. I de resterende omgange blev Pimblett udbokset og domineret stående og på gulvet. Pimblett tabte kampen via enstemmig afgørelse på dommerstemmerne 48-44, 48-45 og 48-46.

## Ekstern henvisning
- Paddy Pimblett hos Sherdog (engelsk)